# Nuapu (Tuturema)
Nuapu (Noapu) ist ein osttimoresischer Ort im Suco Atudara (Verwaltungsamt Cailaco, Gemeinde Bobonaro). Er liegt im Zentrum des Südterritoriums von Atudara, im Osten der Aldeia Tuturema, auf einer Meereshöhe von 778 m.
Der Ort liegt am Südhang des Berges Foho Biateo (838 m). Einige Hütten befinden sich auf dem Bergkamm. Östlich befindet sich unterhalb des Gipfels das Nachbardorf Biateho in der Aldeia Atubuti. Zwischen den Siedlungen liegt ein kleiner Friedhof. Westlich befindet sich das Dorf Tuturema.